# ¡Hola Raffaella!
¡Hola Raffaella! es un programa de televisión emitido por la cadena española TVE, entre 1992 y 1994.

## Formato
Planteado bajo el formato de programa de variedades, el espacio - emitido en directo - contaba con entrevistas a personajes de relevancia, actuaciones en plató y concursos.
Especialmente popular se hizo el juego Si fuera, un mini-concurso en el que seis famosos compiten para averiguar la identidad oculta de un personaje relevante. El juego era en realidad una excusas para que los invitados charlaran de forma amigable con la anfitriona del espacio.
Realización de Sergio Japino y Dirección Musical de Danilo Vaona.

## Colaboradores
Junto a Raffaella Carrà - que recobró gracias al programa la enorme popularidad que había gozado en la década de 1970 - el programa contó con la colaboración de los actores Loles León y Luis Lorenzo Crespo, así como un equipo de humoristas integrado por Las Virtudes, Cruz y Raya, Marianico el corto, Pedro Reyes y Moncho Borrajo. Especial popularidad alcanzó el hipnotizador Tony Kamo que hipnotizaba a personajes anónimos y también a alguno de los invitados famosos al programa, provocando situaciones divertidas.

## Artistas invitados
Entre otros pasaron por el plató de ¡Hola Raffaella!:
- Cantantes:

El Fary, The Pretenders,
Olvido Gara,
Azúcar Moreno,
Celia Cruz,
Coque Malla,
José Luis Rodríguez "El Puma",
Eros Ramazzotti,
Eva Santamaría,
Javier Gurruchaga,
José Manuel Soto,
LaToya Jackson,
Lola Flores,
Lolita Flores, Marujita Díaz,
MC Hammer,
Marta Sánchez,
Miguel Bosé,
Mikel Erentxun,
Nina Agustí,
Paco Clavel,
Ramoncín,
Raphael,
Sabrina Salerno,
Samantha Fox,
Sergio Dalma.
- Directores de cine:

Fernando Colomo,
Pedro Almodóvar.
- Actores:

Anabel Alonso,
Andrés Pajares,
Ángeles Martín,
Antonio Resines,
Beatriz Carvajal,
Bibi Andersen,
Catherine Fulop,
Concha Velasco,
Cristina Marcos,
Elena Martín,
Elisa Matilla,
Esperanza Roy,
Fabio Testi,
Fernando Carrillo,
Fernando Guillén,
Fernando Guillén Cuervo,
Gemma Cuervo,
Gina Lollobrigida,
Imanol Arias,
Jenny Llada,
Jorge Sanz,
Juan Luis Galiardo,
Lupita Ferrer,
Manuel Bandera,
María Luisa Merlo,
María Luisa Ponte,
Maribel Verdú,,
Marisa Paredes,
Mary Santpere
Mel Gibson,
Miguel Ortiz,
Ornella Muti,
Paco Valladares,
Paloma Hurtado,
Penélope Cruz,
Raúl Sender,
Richard Gere,
Rosa Maria Sardà,
Rossy de Palma,
Sancho Gracia,
Sara Montiel,
Silvia Marsó,
Soledad Mallol,
Ursula Andress,
Valentín Paredes,
Verónica Castro,
Verónica Forqué,
Victoria Vera,
Violeta Cela,
Virginia Mataix.
- Periodistas:

Alfonso Ussía,
Carlos Tena,
Carmen Rigalt,
Karmele Marchante,
Moncho Alpuente,
Raúl del Pozo,
Rosa Villacastín.
- Deportistas:

Coral Bistuer,
Diego Armando Maradona.
- Presentadores de televisión:

Ana Obregón,
Belinda Washington,
Bertín Osborne,
Carmen Sevilla,
Constantino Romero,
Consuelo Berlanga,
Elisenda Roca,
Emilio Aragón,
Francisco Lobatón,
Isabel Gemio,
Javier Capitán,
Javier Sardà,
Jordi Estadella,
José María Íñigo,
María San Juan,
María Teresa Campos,
Marisol Galdón,
Miguel de la Quadra Salcedo,
Miriam Díaz Aroca,
Norma Duval,
Pablo Carbonell,
Pedro Ruiz,
Ramón García,
Ramón Sánchez Ocaña,
Ricardo Fernández Deu,
Teresa Viejo,
Torrebruno.
- Escritores:

Francisco Umbral, Antonio de Senillosa
- Políticos:

Santiago Carrillo, Abel Matutes
- Modelos:

Eva Pedraza,
Jacqueline de la Vega,
Maribel Sanz,
Gloria Scotti,
Paloma Lago,
Remedios Cervantes,
Sofía Mazagatos.
- Humoristas:

Arévalo,
Los Morancos,
Marianico el Corto,
Manolo de Vega,
Manolo Royo,
Mary Santpere, Martes y Trece, Las Virtudes,
- Diseñadores:

Ágatha Ruiz de la Prada

## Premios
- TP de Oro (1992):
- Mejor Programa Magazine y de Variedades.
- Mejor Presentadora (Nominada: Raffaella Carrà).

- TP de Oro (1993):
- Mejor Programa Magazine y de Variedades.
- Mejor Presentadora: Raffaella Carrà.

## Emisión internacional
También ese programa fue retransmitido en otros países. Uno de ellos lo es Venezuela donde se emitió a través de Radio Caracas Televisión en 1992-1993 dentro de su espacio Sábado Mundial.